# بركان إبيكو
إبيكو (بالروسية: Эбеко) هو بركان سوما نشط للغاية يقع على الطرف الشمالي لجزيرة باراموشير، جزر كوريل، روسيا. إنه أحد أكثر البراكين نشاطًا في جزر الكوريل. تم تسجيل أحد عشر ثورانًا بين عامي 1793 و1991. معظم الإنفجارات صغيرة (VEI = 1) بإستثناء إندلاع 1859 (VEI = 3). كانت معظم الإنفجارات البركانية شديدة ومتفجرة.

## إنظر أيضاً
- قائمة البراكين في روسيا